# هانز مولر (دراجات نارية)
هانز مولر هو متسابق دراجات نارية سويسري. نافس في سباقات بطولة العالم لفئة 250 سي سي ولفئة 125 سي سي ولفئة 50 سي سي. بدأ المنافسة في بطولة الجائزة الكبرى سنة 1973. أفضل موسم له كان موسم سنة 1979 عندما جاء في المركز الثالث في بطولة العالم لفئة 125 سي سي.